# Margaret Hutchinson Rousseau
Margaret Hutchinson Rousseau (27 d'octubre de 1910 – 12 de gener de 2000) era una enginyera química estatunidenca que va dissenyar la primera planta de producció de penicil·lina comercial. Va ser la primera dona membre de l'Institut americà d'Enginyers Químics.

## Biografia
Hutchinson va néixer el 1910 a Houston, Texas, filla d'un propietari d'una botiga de roba. El 1932 va obtenir el grau de llicenciatura en Ciències per la Universitat de Rice i el 1937 el grau de doctora en enginyeria química pel MIT, essent la primera dona en obtenir un doctorat en aquest tema als EUA. El seu tema de tesi va ser The effect of solute on the liquid film resistance in gas absorption. (L'efecte del solut sobre la resistència del film líquid a l'absorció de gasos)
Va morir 12 de gener de 2000, amb 89 anys, a casa seva a Weston, Massachusetts.

## Carrera
Hutchinson va començar la seva carrera professional amb E. B. Badger a Boston. Durant la Segona Guerra Mundial va supervisar el disseny de plantes de producció de materials estratègicament importants com penicil·lina i goma sintètica. El seu desenvolupament de la fermentació en dipòsits profunds de motlle de penicil·li va permetre la producció a gran escala de penicil·lina. Va treballar en el desenvolupament gasolina d'alt-octanatge com a combustible d'aviació. La seva feina posterior va incloure disseny millorat de la columna de destil·lació i de plantes per la producció d'etilenglicol i àcid acètic glacial.
Hutchinson es va retirar el 1961, i més tard va esdevenir directora de l'Orquestra Sinfònica de Boston.

## Honors
El 1945, Hutchinson va esdevenir la primera dona acceptada com a membre de l'Institut Americà d'Enginyers Químics. El 1955 va rebre el Premi de Consecució de la Society of Women Engineers. El 1983 va ser la primera dona a rebre el prestigiós Premi dels Fundadors del AIChE.

## Imatges
- Biblioteca Walter Reuther Margaret Hutchinson Rousseau, Retrat (1955)
- Biblioteca Walter Reuther Margaret Hutchinson Rousseau, Retrat (1961)